# 巨泉のチャレンジクイズ
『巨泉のチャレンジクイズ』（きょせんのチャレンジクイズ）は、1971年11月から1972年10月まで日本テレビ系列局で放送された読売テレビ製作のクイズ番組である。タイガー魔法瓶工業（現・タイガー魔法瓶）の一社提供。『巨泉まとめて百万円』の後番組で、司会は同番組から引き続き大橋巨泉が務めていた。

## ルール
解答者は、一般視聴者3人（芸能人が出場する回もあり）。まず問題となるテーマが出題され、そのテーマに関する「人物、場所、事がら」のカテゴリーからひとつを選択してクイズに答えていくスタイル。カテゴリーには難易度を示す倍率（1から3）が付してあり、解答者が手持金（スタート時は3万円）から千円単位で賭ける。クイズに正解できれば賭け金に倍率を乗じた金額が手持金に加算され、不正解の場合には賭け金は没収される。各問題の解答権は、ひとつのカテゴリーにつき賭け金が最も高額な解答者のみ与えられる。したがって、3名の解答者が異なるカテゴリーを選択した場合に限り全員が解答権を得られるが、低い賭け金で勝負をしていると解答権を得られずに休みになることがある。なお、複数の解答者がひとつのカテゴリーに同一の金額のかけ金を出した場合には、賭け金で競る。
毎週8問から9問程度出題され、全問終了時に最高の手持金を残した解答者は翌週の出場の権利を得る。5週勝ち抜けば優勝。各回の手持金の合計は賞金となる。番組放送期間中に2人の優勝者が出た。
アメリカの番組（NBC系の『The Who What or Where Game』、1970年代）を参考にした大橋巨泉の自信作であったが、あえなく1年限りで終了。クイズとギャンブルをミックスした番組は、後の『クイズダービー』（TBS系列）へと繋がる。

## 放送時間
いずれもJST。
- 水曜 21:30 - 22:00 （1971年11月 - 1972年3月29日）
- 火曜 21:30 - 22:00 （1972年4月4日 - 1972年10月） - 『水曜ロードショー』（現・金曜ロードショー、当時は21:30 - 22:55）の設置に伴い移動。